# Xiphocentron euryale
Xiphocentron euryale är en nattsländeart som beskrevs av Schmid 1982. Xiphocentron euryale ingår i släktet Xiphocentron och familjen Xiphocentronidae. Inga underarter finns listade i Catalogue of Life.